# Військове телебачення України
Військове телебачення України — підрозділ Центральної телерадіостудії Міністерства оборони України. Містить ряд відеопроєктів присвячених офіційному висвітленню російсько-української війни, новим українським і світовим тенденціям озброєння тощо, 6 грудня на його базі повноцінно запустився телеканал Армія TV

## Програми
- ШКОЛА ВІЙНИ
- Армія сьогодні
- PRO Військо
- Техніка війни
- Vоїн — це я
- Рекрут.ua
- 11 запитань
- ТИ В ЗСУ
- Лінія фронту (Спільно з телеканалом Ми — Україна)